# Serqueux (Sena Marítimo)
Serqueux é uma comuna francesa na região administrativa da Normandia, no departamento de Sena Marítimo. Estende-se por uma área de 5,76 km². Em 2010 a comuna tinha 1 005 habitantes (densidade: 174,5 hab./km²).